# Шевченковский сельский совет (Синельниковский район)
Шевченковский сельский совет (укр. Шевченківська сільська рада) — входит в состав
Синельниковского района
Днепропетровской области
Украины.
Административный центр сельского совета находится в 
с. Шевченковское.

## Населённые пункты совета
- с. Шевченковское
- с. Днепровское
- с. Котляровское
- с. Мажары
- с. Рудево-Николаевка